# Млиниська (Люблінське воєводство)
Млиниська (пол. Młyniska) — село в Польщі, у гміні Міхів Любартівського повіту Люблінського воєводства.
Населення — 78 осіб (2011).

## Демографія
Демографічна структура станом на 31 березня 2011 року:
|          | Загалом | Допрацездатний вік | Працездатний вік | Постпрацездатний вік |
| -------- | ------- | ------------------ | ---------------- | -------------------- |
| Чоловіки | 36      | 9                  | 23               | 4                    |
| Жінки    | 42      | 10                 | 22               | 10                   |
| Разом    | 78      | 19                 | 45               | 14                   |